# Reserva Biológica de São Donato
A Reserva biológica de São Donato localiza-se no estado brasileiro do Rio Grande do Sul. Abrange os municípios de Itaqui e Maçambara, ocupando uma área de 4.392 hectares.
Criada pelo decreto estadual n° 23.798, de 12 de março de 1975, seu propósito é preservar o chamado Banhado São Donato, que inclui banhados, florestas e campos.

## Geografia
Os ecossistemas de campo, banhados, vassourais, vegetação de tabuleiros, mata-palustre, mata de galeria e capões de mata arbóreo-arbustiva são encontradas na reserva. Algumas espécies da flora encontradas são: o angico, a figueira, o salso e o jerivá. A fauna é rica em espécies de aves como pássaro-preto-de-veste-amarela, a marreca-asa-branca, a guaravaca-de-crista-branca, o caboclinho-de-barriga-vermelha e o carretão, além do caboclinho-de-papo-branco (Sporophila palustris) espécie ameaçada no estado do Rio Grande do Sul. Essa espécie migratória utiliza a Reserva Biológica São Donato durante seu período reprodutivo, primavera e verão. A fauna de mamíferos é representada com a presença do zurrilho, do mão-pelada (ou guaxinim), e dos ameaçados de extinção gatos-do-mato e lontra.

## Biodiversidade
O Banhado São Donato é a única área no Brasil onde foram registradas as três espécies de caboclinhos do gênero Sporophila que definem a EBA077 (Campos da Mesopotâmia Argentina), todas ameaçadas de extinção. Sporophila cinnamomea (caboclinho- de-chapéu-cinzento) e o criticamente ameaçado S. zelichi (caboclinho-de-colar) parecem ocorrer apenas de passagem durante suas migrações anuais, mas S. palustris (caboclinho-de-papo-branco) está presente em número razoável durante o período reprodutivo e provavelmente nidifica localmente. Xanthopsar flavus (veste-amarela) foi coletado na área na década de 1970, mas parece estar extinto agora. As áreas mais densas do Banhado São Donato servem à reprodução de diversas aves aquáticas, sobretudo Ciconia maguari (maguari ou joão-grande) e Rostrhamus sociabilis (gavião-caramujeiro), enquanto os campos alagados junto ao trecho inferior do banhado são freqüentados por números expressivos de anatídeos. Um bando invernante de Sarkidiornis melanotos (pato-de-crista) com cerca de 500 indivíduos foi observado nessa parte do banhado em julho de 2002.

## Demarcação
O Banhado São Donato situa-se junto ao baixo curso do rio Butuí (afluente do rio Uruguai), na região da Campanha Gaúcha, a cerca de 40 km de São Borja. As zonas pantanosas ocupam aproximadamente 6.800 ha, hoje repartidos em banhados naturais, lavouras de arroz e pastagens alagadas. Cerca de três quintos dessa superfície correspondem à área atual da Reserva Biológica do São Donato. Extensos campos nativos, utilizados para a pecuária, recobrem as colinas baixas (coxilhas) que delimitam o banhado. A área inclui ainda um bloco florestal com cerca de 2.000 ha, que protege as cabeceiras dos principais formadores do sistema. O ambiente de banhado é formado por um mosaico de comunidades vegetais herbáceas altas e densas, com predomínio da ciperácea Scirpus giganteus, a qual ocorre associada ou entremeada a várias outras plantas palustres, sobretudo Cyperus giganteus (Cyperaceae), Thalia geniculata (Marantaceae), Panicum grumosum e P. prionitis (Poaceae). Também estão presentes macrófitas flutuantes e submersas nos locais onde a profundidade da lâmina d’água é maior. A área é atravessada pela rodovia BR- 472.
Existem conflitos com os proprietários de terras da região devido a falta de regularização fundiária pelo decreto de criação da Reserva biológica e pelo uso de agrotóxicos dentro e nos arredores da Reserva, além da impossibilidade da execução de certos empreendimentos que poderiam vir a provocar danos aos ambientes e ecossistemas protegidos pela Reserva biológica.

## Visitação
Não é aberta à visitação. O acesso é restrito à pesquisa científica e educação ambiental.